# Municipio Coyotepec (México)
Koordinaten: 19° 46′ 32″ N, 99° 12′ 20″ W
Coyotepec ist ein Municipio im mexikanischen Bundesstaat México. Es gehört zur Zona Metropolitana del Valle de México, der Metropolregion um Mexiko-Stadt. Der Sitz der Gemeinde und dessen größter Ort ist das gleichnamige Coyotepec, der zweitgrößte Ort im Municipio ist La Planada. Die Gemeinde hatte im Jahr 2010 39.030 Einwohner, ihre Fläche beträgt 47,8 km².

## Geographie
Coyotepec liegt im Nordosten des Bundesstaates México, etwa 30 km nördlich von Mexiko-Stadt.
Das Municipio grenzt an die Municipios Huehuetoca, Zumpango, Teoloyucan und Tepotzotlán.